# Jingle (protocol)
|  | Per a altres significats, vegeu «Jingle». |

Jingle és una extensió del protocol XMPP que permet la transferència d'informació P2P. A través d'aquest protocol es poden transmetre dades multimèdia, permetent adoptar serveis com la videoconferència o la Veu per IP.
Aquest protocol va ser inicialment dissenyat per Google juntament amb la XMPP Standards Foundation (old Jabber Software Foundation) i alliberat (sota una llicència similar a la BSD) després de la sortida de Google Talk el 2006 pel seu ús a XMPP. Google Talk i Coccinella ja implementan aquest protocol mentre que altres clients XMPP com el Psi o Jabbin encara l'estan implementant.